# 编程宇宙
编程宇宙（Programming the Universe: A Quantum Computer Scientist Takes On the Cosmos）是麻省理工学院机械工程教授塞斯·劳埃德于2006年出版的一本科普书籍。作者在该书裡面把宇宙視為一台量子计算机（超级计算机），並且認為熵也會在信息領域出現。 